# سيدني أرثر جيمس برادلي
سيدني ارثر جيمس برادلي، (ولد عام 1936)، أكاديمي ومؤلف ومتخصص في الادب الانجلوسكسوني، ترجم برادلي في أهمّ مؤلفاته الجزء الأكبر من من الشعر الأنجلوسكسوني إلى نثر باللغة الإنجليزية الحديثة. الحديث.

## عنه
درس برادلي الآداب الانجلوسكسونية في جامعة أكسفورد، ومن ثم تولى مقعد تدريسها في كلية الملك في لندن، وبعدها في جامعة يورك حيث أصبح أستاذ في اللغة الإنجليزية وآدابها. أعير في عام 1990 إلى مركز دراسات غورندتفيغ في كلية علم علم اللاهوت المسيحي في جامعة آرهوس في الدنمارك حيث عمل باحثا وأستاذا مساعدا، وفي تلك الفترة نشر مقالات حول غورندتفيغ (1772-1783) تستكشف ارتباط غورندتفيغ بالأدب والثقافة الانجلوسكسونيين، وقد نشر عدة مقالات في هذا الموضوع كان اخرها في عام 2016 في دورية غرونذفيغ شتودير (بالدنماركية: Grundtvig- Studier)‏ حول معالجة غورندتفيغ لموضوع نزول المسيح إلى الجحيم.كما عمل برادلي محررا لهذه المجلة لعدة سنوات وأعد مساهمات مهمة من نصوص السيرة الذاتية المتعلقة بغورندتفيغ. كما تطرقت كتاباته إلى التاريخ الدنماركي في العصور الوسطى والقصص الشعرية الدنماركية والأدب الإنجليزي في العصور الوسطى، والأدب وعلم الرموز التصويرية في حقبة ما بعد الغزو النورماني، وعلم الآثار والتاريخ السياسي الدنماركي والإنجليزي في القرن السابع عشر، واللأغاني الإنجليزية الساخرة في القرن الثامن عشر.
شغل بعد تقاعده موقع رئيس مجلس أمناء جمعية أصدقاء كنيسة غريغوري مينستر في كيركديلي في شمال يوركشير، الذي يجهد من أجل المحافظة على هذه الكنيسة الأنجلوسكسونية المتميزة، وهو أيضا عضو في هيئة تحرير مجلة اتحاد الجمعيات الاسكندنافية التي تصدر مرتين في العام.[بحاجة لمصدر]

## منشورات (بالإنكليزية)
- Anglo-Saxon Poetry. An anthology of Old English poems in prose translation (editor, translator). London 1982 (and reprints).
- The Danish Version of Mandeville's Travels in 16th-century Epitome (editor, translator). Lampeter 1998.
- N.F.S.Grundtvig's Transcriptions of The Exeter Book: An Analysis. Copenhagen 1998.
- Grundtvig in International Context: Studies in the Creativity of Interaction by A. M. Allchin (editor), S. A. J. Bradley (editor), N. A. Hjelm (editor), J. H. Schjørring (editor). Aarhus 2000.
- N. F. S. Grundtvig. A Life Recalled. An Anthology of Biographical Source-Texts (editor, translator). Aarhus 2008
- Numerous articles especially on Grundtvig and Anglo-Saxon culture in the annual journal Grundtvig-Studier.